# Skinner Peak
Der Skinner Peak ist ein über 2600 m hoher und überwiegend verschneiter Berg im westantarktischen Marie-Byrd-Land. In den Horlick Mountains ragt er aus einem Gebirgskamm auf, der sich in der Ohio Range vom Mount Schopf in nordöstlicher Richtung erstreckt.
Das Advisory Committee on Antarctic Names benannte ihn 1962 nach Courtney J. Skinner, Assistenzgeologin und Managerin des Feldlagers der Mannschaft der Ohio State University, die von 1961 bis 1962 in den Horlick Mountains tätig war.